# Ervin Williams
Ervin L. "Wee Willie" Williams (18 de diciembre de 1935 - 28 de agosto de 1999) fue un pionero estadounidense del Rockabilly.

## Vida
Conocido como "Wee Willie" y "Early," Williams nació en Millinocket, Maine donde comenzó a tocar la guitarra desde niño. Cuando era un adolescente formó parte de la banda "The Northern Lights", que giró por todo el estado de Maine y la frontera de  Nuevo Brunswick, en Canadá.
Más tarde y por su cuenta vivió en Virginia donde llegó a ser el primer guitarra rítmica de Gene Vincent formando parte de "The Blue Caps". Cuando Vincent firma con Capitol Records, Wee Willie Williams participa en la creación de grabaciones clásicas como el éxito de 1956 "Be Bop-A-Lula" o "Race with the Devil."
Por su papel pionero en el género, Williams ha sido reconocido con la nominación al Salón de la Fama del Rockabilly. Murió accidentalmente de un tiro en agosto de 1999 en Bradenton, Florida.
- Datos: Q11681557